# Koffi Ndri Romaric
Christian Koffi Ndri (născut 4 iunie 1983 în Abidjan) este un fotbalist ivorian, care joacă pentru Sevilla și pentru Echipa națională de fotbal a Coastei de Fildeș.
Porecla , Romaric, i-a fost dată de primul său antrenor, brazilianul Joel Carlos, din cauza aroganței sale ocazionale.

### International goals
| #  | Data           | Stadion                   | Adversar       | Scor | Rezultat | Competiția                                             |
| -- | -------------- | ------------------------- | -------------- | ---- | -------- | ------------------------------------------------------ |
| 1. | 29 martie 2009 | Ouagadougou, Burkina Faso | Malawi         | 1-0  | 5-0      | Calificările pentru Campionatul Mondial de Fotbal 2010 |
| 2. | 7 iunie 2009   | Konakry, Guinea           | Guineea        | 2-1  | 2-1      | Calificările pentru Campionatul Mondial de Fotbal 2010 |
| 3. | 25 iunie 2010  | Nelspruit, Africa de Sud  | Coreea de Nord | 2–0  | 3-0      | Campionatul Mondial de Fotbal 2010                     |